# Расулов, Меджид Лятифович
Меджи́д Ляти́фович Расу́лов (азерб. Rəsulov Məcid Lətif oğlu; 1916, Нуха — 11 февраля 1993, Баку) — советский азербайджанский математик, доктор физико-математических наук, профессор, заслуженный деятель науки, действительный член Академии наук Азербайджана.

## Биография
Меджид Лятифович Расулов родился 6 июля 1916 года в городе Нуха (ныне Шеки Азербайджанской Республики) в семье местного шёлкопромышленника хаджи Лятифа Расул оглы. В 1923 году пошёл в первый класс. 16 марта 1928 года его отец был арестован Нуха-Закатальским АзГПУ и вместе с семьёй сослан в Казахстан. В 1931 году, вернувшись из ссылки, Меджид продолжил учёбу в 6 классе шекинской семилетней школы.
В 1932 году поступил в Индустриальный техникум им. Н.Нариманова (Баку), в 1934 — на физико-математический факультет Азербайджанского государственного педагогического института им. В. И. Ленина. В 1938 году, окончив институт с дипломом первой степени (диплом с отличием), поступил в аспирантуру Азербайджанского государственного университета к Я. Б. Лопатинскому (впоследствии — действительный член АН Украинской ССР). С сентября 1939 года одновременно работал ассистентом кафедры математического анализа Азербайджанского педагогического института.

### Война
15 декабря 1939 года был призван в армию, служил командиром вычислительного отделения артиллерийского полка, сержант. С началом войны — на Западном фронте; в августе 1941 года был ранен в боях под Луцком. С ноября 1941 — командир противотанковой батареи в стрелковой дивизии.
С июня 1942 года учился на курсах младших лейтенантов Закавказского военного округа (Тбилиси). С октября 1942 года — командир взвода управления батареи отдельного артиллерийского дивизиона; в ноябре присвоено звание гвардии лейтенанта. С декабря 1942 года — заместитель командира штабной батареи, старший лейтенант. С ноября 1943 по 21 ноября 1945 года — командир штабной батареи 960-го артиллерийского полка. Уволен в запас в декабре 1945 года, удостоен боевых наград.

### Трудовая деятельность
Восстановился в аспирантуре, одновременно работал старшим преподавателем кафедры математического анализа Азербайджанского государственного университета. В 1946 году по приглашению Я. Б. Лопатинского переехал во Львов, где окончил аспирантуру Львовского филиала АН Украинской ССР; одновременно преподавал в Львовском государственном университете им. И. Франко.
С 1948 года преподавал в Азербайджанском государственном университете: старший преподаватель, доцент (с 1 декабря 1949) кафедры математического анализа; одновременно (с сентября 1949) — старший научный сотрудник Научно-исследовательского института математики и физики Азербайджанского государственного университета. С 26 сентября 1953 года — доцент, с сентября 1959 — и.о. профессора кафедры дифференциальных уравнений Львовского государственного университета им. И.Франко.
С сентября 1960 года — заведующий кафедрой общей математики механико-математического факультета Азербайджанского государственного университета. В 1964 году на базе кафедры общей математики создал кафедру «Уравнения математической физики», которую возглавлял до конца жизни. Читал лекции по дифференциальным уравнениям и математической физике, вёл спецкурс. Среди его учеников — будущие академики Н.Гулиев, Г.Джалилов, Ф. Г. Максудов, члены-корреспонденты Дж. Аллахвердиев, Ю. А. Мамедов, Я.Мамедов, профессора Г.Чандиров, Н.Мамедов, академики АН Украины О. С. Парасюк, О.Пшеничный и др.
В 1964—1965 годы читал курсы лекций «Вычетный метод решения задач математической физики», «Вычетный метод и метод контурного интеграла» — в центральном Московском лектории Всесоюзного общества «Знание», во Всесоюзном НИИ источников тока.
Умер 11 февраля 1993 года в возрасте 76 лет. Похоронен на Аллее почётного захоронения (Баку).

## Научная деятельность
8 февраля 1949 года защитил кандидатскую, 21 марта 1959 — докторскую диссертацию. Доцент (31.3.1951), профессор (22.11.1961).
24 декабря 1968 года избран членом-корреспондентом, 30 июня 1983 — действительным членом (академиком) Академии наук Азербайджанской ССР.
Основные направления исследований:
- теория дифференциальных уравнений с частными производными — разработал вычетный метод и метод контурного интеграла для решения широких классов граничных и смешанных задач, а также задачи Коши;
- спектральная теория линейных дифференциальных операторов — установил новые формулы разложения произвольных вектор функций в контурные интегралы и ряды по вычетам решений спектральных задач для дифференциальных уравнений;
- функциональный анализ — установил условия единственности распространения линейных функционалов, определённых на подпространстве Банаха, с сохранением его нормы;
- применение функционального анализа к теории дифференциальных операторов — установил условия нормальности обыкновенного линейного дифференциального оператора[3].

Первые научные исследования М. Л. Расулова обобщены в его кандидатской диссертации «Исследование вычетного метода решения некоторых смешанных задач для дифференциальных уравнений», написанной в 1946—1948 годах (см. список научных трудов, [1]). В работе им были найдены необходимые и достаточные условия единственности продолжения линейного функционала с подпространства на все пространство Банаха и установлены необходимые и достаточные условия нормальности одномерного линейного дифференциального оператора, рассматриваемого в L2. Результаты были оформлены в виде статьи, представлены в редакцию журнала «Математический сборник АН СССР», и вышли в печати в 1952 году (см. [4]).
В связи с многочисленными смешанными задачами для дифференциальных уравнений, возникающими в приложении, после защиты кандидатской диссертации начался второй, более интенсивный период исследований М. Л. Расулова. Этот период с 1949 по 1958 год, был посвящён более полному исследованию вычетного метода решения задач для дифференциальных уравнений. В этих исследованиях, прежде всего надо было решить следующие задачи.
1. Установить формулу разложения и условия разложимости произвольной вектор-функции в ряд по вычетам решения граничной задачи с комплексным параметром (выбранной подходящим образом для данной смешанной задачи) для системы обыкновенных дифференциальных уравнений с переменными, вообще говоря, с кусочно-гладкими коэффициентами.
2. Решая задачу, соответствующую задаче 1, на основании полученной формулы разложения вектор-функции дать вычетную формулу, представляющую решение поставленной смешанной задачи для системы линейных дифференциальных уравнений в частных производных с кусочно-гладкими коэффициентами. При этом в задаче 2 возможны две постановки.
  1. С одной стороны, показать, что достаточно гладкое решение поставленной смешанной задачи представимо полученной вычетной формулой.
  2. С другой стороны, в предположении достаточной гладкости и согласованности начальных и граничных условий доказать, что функция, определяемая данной вычетной формулой, является решением поставленной смешанной задачи.
3. Исследовать задачи 1 и 2 для многомерного случая.

М. Л. Расуловым задача 1 и задача 2 в первой постановке были решены полностью. Для достаточно общей одномерной спектральной задачи были установлены формулы кратного разложения вектор функций в ряд по вычетам решения и условия разложимости. Была также найдена вычетная формула, представляющая формальное решение соответствующей одномерной смешанной задачи, и на основании установленных формул разложения доказано, что если существует решение соответствующей смешанной задачи, то оно может быть представлено данной вычетной формулой (см. [8, 11, 12, 13, 15, 17]). Тем самым установлена также единственность решений рассматриваемой задачи.
Задача 2 во второй постановке была решена для частных случаев, встречающихся в приложении. Так например, доказано существование решения (представимого данной вычетной формулой) задачи А. Н. Крылова о расчете масляного кабеля при коротком замыкании, которая сводится к нахождению решения уравнения теплопроводности с кусочно-постоянными коэффициентами при данных начальных и граничных условиях, содержащих и условия сопряжения в точках разрыва коэффициентов (см. [16], параграф 5). Далее доказано существование решения, представимого данной вычетной формулой, для одной плоской смешанной задачи подземной гидромеханики. Эта задача также сводится к нахождению решения уравнения теплопроводности с кусочно-постоянными коэффициентами при заданных начальных и граничных условиях. Отличие этой задачи от задачи решенной Коши состоит в том, что граничное условие содержит производную по времени. Этот результат был опубликован в статье «Об одной задаче подземной гидромеханики» (см. [7]). Он является первым строгим математическим результатом в серии работ, посвящённых исследованию смешанных задач для дифференциальных уравнений, содержащих в граничных условиях производные по времени.
Наконец заметим, что задача 3 была решена частично, а именно, для спектральных задач с разделяющимися переменными установлена формула разложения в кратные ряды вычетов по решениям спектральных задач, на которые расщепляется рассматриваемая многомерная спектральная задача (см. [9]). Далее этот результат применен к решению многомерных граничных и смешанных задач с разделяющимися переменными (см.[10]).
Все эти исследования, посвящённые решению задач 1 — 3, были оформлены в виде диссертации на соискание ученой степени доктора физико-математических наук под названием «Вычетный метод решения смешанных и граничных задач для линейных дифференциальных уравнений с частными производными» (см. [16]). Результаты докторской диссертации М. Л. Расулова были опубликованы в работах [7, 8, 9, 10, 11, 12, 13, 17] и позже систематически изложены в первой части «Вычетный метод» его книги «Метод контурного интеграла» (см.[30]).
В 1958 году начался третий период весьма серьёзных изысканий. В этот период ему удалось разработать новый, достаточно мощный метод контурного интеграла, на базе идеи работы «Об одной задаче подземной гидромеханики» (см.[7]), а также некоторых работ Коши, Пуанкаре, Биркгофа, Вильдера, Тамаркина и Карлемана (см. список цитируемой литературы в книге «Метод контурного интеграла» [30]). Основная идея метода контурного интеграла в применении к смешанным задачам для параболических уравнений заключается в том, что с одной стороны методом теории потенциала удается доказать существование аналитического по комплексному параметру решения спектральной задачи внутри некоторого угла с вершиной в начале координат при достаточно больших значениях параметра. С другой стороны, в силу параболичности, удается выбрать такой раствор угла, что ядро контурного интеграла, представляющего формальное решение, на сторонах угла убывает со скоростью показательной функции при положительных значениях времени. Этот метод был применен М. Л. Расуловым и его учениками для решения различных смешанных задач для параболических уравнений (см., например, работы [18, 19, 20, 22, 34]). Кроме того, в это время им была написана фундаментальная монография «Метод контурного интеграла» (см.[30]), изданная в Москве издательством «Наука» АН СССР в 1964 году.
Следует также отметить, что многие годы на кафедре уравнений математической физики работал еженедельный семинар, на котором обсуждались научные исследования сотрудников, а также многих ученых работающих в области дифференциальных уравнений в частных производных.
В 1964 году в Москве в издательстве «Наука» выходит первая монография М. Л. Расулова «Метод контурного интеграла». Научный редактор монографии — зав. лабораторией математической физики АН БССР, д.ф.-м.н., профессор А. В. Иванов писал:
«Монография Меджида Лятифовича Расулова содержит совершенно новый оригинальный материал, относящийся к использованию методов теории функций комплексного переменного в математической физике. Благодаря глубокому проникновению в сущность исследований классиков математики Пуанкаре, Биркгофа, Тамаркина и других, Меджиду Лятифовичу Расулову удалось предложить новый конструктивный метод решения наиболее сложных и важных задач математической физики, которые до сих пор не поддавались решению известными методами.
Монография представляет огромный интерес для научных работников, занимающихся прикладными вопросами. В математическом отношении монография содержит настолько важные результаты, что они, несомненно, войдут в ближайшее время в учебники. Таким образом, монография Меджида Лятифовича Расулова является исключительным явлением в математической литературе.
Подобной книги нет в мировой печати. Монография имеет огромное прикладное значение и содержит подробное изложение нового научного направления в математической физике, созданного автором за последние годы. Книга М. Л. Расулова будет встречена с большим интересом, как специалистами математики, так и многочисленной армией инженерно-технических работников.
Ещё раз подчеркиваю, что монография М. Л. Расулова является исключительным явлением в мировой математической литературе и математическая общественность Азербайджана имеет все основания гордиться тем, что такая работа написана в Азербайджанском государственном университете.»
После выхода в свет книга сразу привлекла к себе самое пристальное внимание специалистов.
В журнале «Дифференциальные уравнения» (т.1, № 6, 1965 г.) был опубликован подробный отзыв академика АН БССР В. Н. Крылова, в котором сказано:
«Книга является ценным вкладом в теорию дифференциальных уравнений с частными производными и полезным пособием по уравнениям математической физики. Многие результаты, содержащиеся в книге М. Л. Расулова, будут полезны не только в теоретическом отношении, но будут применяться также для решения частных практических задач».
Такие же блестящие отзывы были получены от Академика АН БССР, заслуженного деятеля науки и техники РСФСР, лауреата Государственной премии, доктора технических наук, профессора А. В. Лыкова, академика АН БССР Н. П. Еругина, академика АН ГССР В. Д. Купрадзе, академика АН СССР А. А. Дородницина, академика АН СССР Н. Н. Красовского, Академиков АН Азербайджанской ССР Ф. Г. Максудова и И. И. Ибрагимова.
После выхода в свет в 1964 году книги «Метод контурного интеграла» начался четвёртый период научно-исследовательской деятельности М. Л. Расулова. Как он писал в предисловии к своей второй монографии «Применение метода контурного интеграла к решению задач для параболических систем», в его первой книге остались открытыми следующие вопросы:
1. применимость предложенного метода контурного интеграла к решению задач (как одномерных, так и многомерных) для параболических систем,
2. общий принцип выбора контура по данной параболической системе или данному параболическому уравнению,
3. применимость метода контурного интеграла к решению смешанных задач, в которых свободный член граничных условий зависит от времени,
4. применение этого метода к решению смешанных задач для параболических уравнений при граничных условиях смешанного типа.

Дальнейшие его исследования были направлены на решение именно этих задач.
В 1965 году им было доказано существование решения смешанной задачи для параболического уравнения второго порядка при граничных условиях смешанного типа (когда на части границы задана сама неизвестная функция, а на другой части — линейная комбинация её производной по нормали, по времени и самой неизвестной функции). Доказана также представимость этого решения в виде быстро сходящегося интеграла (см.[34]). В дальнейших работах им была обоснована применимость метода контурного интеграла к решению задач для параболических систем второго порядка, встречающихся в приложении в теории переноса энергии и вещества (см.[36, 37, 39, 40, 43, 44, 47 — 50, 59, 60]). Эти результаты были оформлены в виде монографии под названием «Применение метода контурного интеграла к решению задач для параболических систем второго порядка», которая также была опубликована в издательстве «Наука» Академии Наук СССР в Москве в 1975 году (см. [69]).
М. Л. Расуловым проводились весьма обширные исследования в области применения метода контурного интеграла
1. к решениям задач теории упругости (см.[24, 52]),
2. к задачам для систем уравнений движения вязко-пластических сред (см.[63, 65]),
3. к задачам для дифференциальных уравнений и систем, не охватываемых существующими классификациями (см.[51, 54]),
4. к смешанным задачам для параболических уравнений и систем выше второго порядка.

В 1975 году, вновь в издательстве «Наука», выходит его вторая книга «Применения метода контурного интеграла». В том же 1975 году эта книга, а также цикл других работ профессора М. Л. Расулова под общим названием «Применения контурного интеграла» были выдвинуты на соискание Государственной премии Азербайджана.
Как уже было сказано, первая монография М. Л. Расулова посвящена систематическому изложению двух мощных методов вычетного метода и метода контурного интеграла. Вторая монография «Применения контурного интеграла», как видно из её названия, в основном, посвящена развитию и применению метода контурного интеграла к решению задач для параболических систем второго порядка. Развитию второго метода — вычетного — посвящена третья монография М. Л. Расулова «Применения вычетного метода к решению задач дифференциальных уравнений», опубликованная в 1989 году в Баку издательством «Элм» АН Азерб. ССР (см. [75]).
В 1989 году в издательстве «Эльм» Академии наук Азербайджана выходит третья книга М. Л. Расулова «Применения вычетного метода к решению задач дифференциальных уравнений». «Известный метод решения краевых задач, носящий название вычетного, принадлежащий М. Л. Расулову, безусловно, является ценным вкладом в науку» напишет в своем отзыве академик АН Грузинской ССР В. Д. Купрадзе. В своем подробном отзыве академик АН Азербайджанской ССР Ф. Г. Максудов писал: «Разработав вычетный метод и метод контурного интеграла решения задач для дифференциальных уравнений, М. Л. Расулов создал новое, весьма перспективное научное направление, по праву принадлежащее Азербайджану».
Вычетный метод имеет следующие преимущества:
- Он позволяет получить явные представления решений широких классов задач.
- Для конкретного построения эффективных решений задач надо вычислить вычеты в формулах для решений.
- Из вычетных представлений решений смешанных задач следует единственность решений.
- Вычетные формулы могут быть использованы для доказательства существования решений задач.
- Частичные суммы вычетного ряда, представляющего решения задач представляют приближенные решения и могут быть использованы для численного расчета.

Вычетный метод основан на формулах кратных разложений произвольных вектор функций в ряды полных интегральных вычетов решений соответствующих спектральных задач. В первой монографии для спектральных задач широких классов доказаны формулы разложений и формулы кратных разложений при выполнении условий регулярности этих задач. Но для достаточно сложных задач проверка выпол¬нимости условий регулярности сопровождается громоздкими выкладками.
В связи с изложенным, возникла необходимость в создании учебного пособия по изучению и применимости вычетного метода. Такого пособия, в котором могли бы получить свои разрешения следующие основные задачи:
- Дальнейшее развитие вычетного метода, в особенности в направлении уточнения и упрощения условий регулярности, при выполнении которых имеют место формулы разложений произвольных функций в ряды полных интегральных вычетов решений соответствующих смешанных задач.
- Применение вычетного метода к эффективному решению многомерных задач (при выполнении найденных легко проверяемых условий регулярности), и, в соответствии с этим, изучение вопроса разложения функций многих аргументов в ряды кратных интегральных вычетов.
- Применение вычетного метода к приближенному и численному решению задач математической физики в тех случаях, когда собственные значения могут быть вычислены только приближенно, с помощью вычислительной техники.
- Применение вычетного метода к эффективному решению задач математической физики в случае кратных собственных значений (эти вопросы до сих пор остались открытыми в решении смешанных задач для уравнений колебаний струны, стержня, прямоугольной мембраны и прямоугольной пластинки).

Все эти задачи успешно решены в третьей монографии М. Л. Расулова «Применения вычетного метода к решению задач дифференциальных уравнений», которая в принципе, является естественным продолжением первой части книги «Метод контурного интеграла».
Участвовал в научных конференциях, симпозиумах и съездах в Москве (1956, 1966, 1972), Баку (1959), Ленинграде (1961), Минске (1967), Ницце (1970), Тбилиси (1971), Ашхабаде (1978) и др.
Член редколлегии журнала «Дифференциальные уравнения» (1965—1993), редактор журнала «Учёные записки АГУ» (серия физико-математических наук, 1965—1975).
Подготовил 17 кандидатов и 2 докторов наук.
Автор 3 монографий и 85 научных статей.

### Избранные труды
1. Исследования вычетного метода решения некоторых смешанных задач для дифференциальных уравнений. Кандидатская диссертация, АГУ, 1948, 64 с.
2. Исследования вычетного метода решения некоторых смешанных задач для дифференциальных уравнений. Автореферат кандидатской диссертации, АГУ, 1949. 12 с.
3. О единственности распространения линейных функционалов. Доклады АН Азерб. ССР, № 10, 1950, 20 с.
4. Исследование вычетного метода решения некоторых смешанных задач для дифференциальных уравнений. Математический сборник АН СССР, т.30, № 2, 1952, 20 с.
5. Условия нормальности обыкновенного дифференциального уравнения. Ученые записки АГУ, вып.3, 1953, 8 с.
6. Разложение интегрируемой функции по главным функциям граничной задачи обыкновенного дифференциального уравнения. Известия АН Азерб. ССР, № 6, 1953, с.3-28.
7. Об одной задаче подземной гидромеханики. Научные записки Львовского политехнического института, вып.38, № 2, 1956, с. 66-88.
8. Вычетный метод решения краевых и смешанных задач. Труды 3 Всесоюзного математического съезда АН СССР, № 4, 1956, 2 с.
9. Вычетный метод решения краевых и смешанных задач для дифференциальных уравнений. Известия АН Азерб. ССР, № 12, 1957, 12 с.
10. Вычетный метод решения краевых и смешанных задач для дифференциальных уравнений (3. Приложение). Известия АН Азерб. ССР, № 1, 1958, с.4-12.
11. Вычетный метод решения краевых и смешанных за¬дач и связанные с ним формулы разложения. Успехи математических наук АН СССР, т.80, вып.2, № 13, 1958, 2 с.
12. Об одной формуле разложения произвольной функции. Доклады АН СССР, т.119, № 3, 1958, с. 449—454.
13. Вычетный метод решения смешанных задач и некоторые с ним связанные формулы. Доклады АН СССР, т.120, № 1, 1958. 4 с.
14. К вычетному методу решения смешанных задач. Теоретическая и прикладная математика, Издательство Львовского Государственного университета, вып.1, 1958, с.167-172.
15. Формула разложения произвольной функции в ряд по фундаментальным функциям одного класса граничных задач с параметром для линейных дифференциальных уравнений с частными производными. Доклады АН СССР, т.120, № 2, 1958, с.251-256.
16. Вычетный метод решения смешанных и граничных задач для линейных дифференциальных уравнений с частными производными. Докторская диссертация, Математический институт им. В. А. Стеклова АН СССР, 1959, 112 с.
17. Вычетный метод решения смешанных задач для дифференциальных уравнений и формула разложения произвольной функции по фундаментальным функциям граничной задачи с параметром. Математический сборник АН СССР (новая серия), т.48(90), № 3, 1959, с.278-310.
18. Асимптотическое представление решений граничных задач с комплексным параметром для уравнений эллиптического типа. Доклады АН СССР, т.125, № 1, 1959, 4 с.
19. Метод контурного интеграла для решения смешанных задач. Доклады АН СССР, т.125, № 2, 1959, с.273-276.
20. Эффективное решение смешанных задач для уравнений параболического типа. Доклады АН СССР, т.125, № 3, 1959, с.477-482.
21. Вычетный метод решения смешанных и граничных задач для линейных дифференциальных уравнений с частными производными. Автореферат докторской диссертации, Математический институт им. В. А. Стеклова АН СССР, 1959, 11 с.
22. Применение метода контурного интеграла к решению смешанных задач для уравнений с разрывными коэффициентами. Доклады АН СССР, т.131, № 1, 1960, с.23-26.
23. Вычетный метод решения смешанных и граничных задач для линейных дифференциальных уравнений с частными производными. Математический институт им. В. А. Стеклова АН СССР, 1960, 112 с.
24. Фундаментальное решение системы уравнений теории упругости с комплексным параметром. Ученые записки АГУ, № 5, 1961, с.15-21.
25. Условия корректности одномерных смешанных задач. Доклады АН СССР, т.139, № 2, 1961, с.306-308.
26. Вычетный метод и метод контурного интеграла. Применение этих методов к решению смешанных задач для дифференциальных уравнений. Тезисы докладов Всесоюзного совещания по применению методов теории функций комплексного переменного к задачам математической физики, Тбилиси, 1961, 2 с.
27. Вычетный метод и метод контурного интеграла для решения смешанных задач. Труды Тбилисского математического института, т.28, 1962, с.172-183.
28. Об одном применении вычетного метода к решению сме¬шанных задач. Ученые записки АГУ, № 3, 1963, с.3-6.
29. Метод контурного интеграла и его применение к решению многомерных смешанных задач для дифференциальных уравнений параболического типа. Математический сборник АН СССР, т.60(102), № 4, 1963, с.394-410.
30. Метод контурного интеграла. — М.: Наука, 1964. — 462 с. (В 1967 году переведена на английский язык, опубликована в Голландии)
31. Метод контурного интеграла и его применение к исследованию задач для дифференциальных уравнений // Дифференциальные уравнения. — 1966. — Т. 1, № 8. — С. 1118—1124.
32. Разложение функций в ряд по вычетам решения спектральной задачи в случае кратных корней характеристического уравнения // Тез. докл. междунар. конгресса математиков. — М., 1966. — № 6. (Совместно с Н. А. Алиевым.)
33. Решение смешанных задач для параболических уравнений при смешанных граничных условиях // Тез. докл. междунар. конгресса математиков. — М., 1966. — № 7. — 2 с.
34. Применение метода контурного интеграла к решению смешанных задач при граничных условиях смешанного типа // Дифференциальные уравнения. — 1966. — Т. 2, № 9. — С. 1202—1213.
35. Фундаментальная матрица одной системы с параметром // Ученые записки АГУ. — 1967. — № 5. — С. 3-8.
36. Фундаментальная матрица обобщенной системы уравнений теории переноса энергии и вещества // Ученые записки АГУ. — 1967. — № 6. — С. 3-8.
37. Решение задач теории переноса тепла и вещества // Республ. конф. математиков Белоруссии, 2-я: тез. докл. — 1967. — Ч. 1. — 1 с.
38. Формула разложения произвольной матрицы-функции по решению спектральной задачи // Дифференциальные уравнения. — 1967. — Т. 3, № 6. — С. 942—947. (Совместно с Н. А. Алиевым)
39. Решение задач теории переноса тепла и вещества // Дифференциальные уравнения. — 1967. — Т. 3, № 8. — 6 с.
40. Применение метода контурного интеграла к решению смешанных задач для одной параболической системы // Доклады АН СССР. — 1967. — Т. 177, № 6. — С. 1281—1284.
41. Methods of contour integration. — Amsterdam: North-Holland Publishing Company, 1967; Interscience Publishers, division of John Wiley & Sons. Inc. — New York, 1970, Library of Congress Catalog Card Number 67-20014. 439 п.
42. Решение одной нелинейной задачи математической физики // Ученые записки АГУ. — 1968. — № 5. — 8 с. (Совместно с О. Г. Асадовой)
43. Фундаментальная матрица решений системы спек¬траль¬ной задачи тепло- и массообмена // Доклады АН СССР. — 1968. — Т. 180, № 5. — С. 1039—1040.
44. Решение задачи Коши и смешанной задачи для одной параболической системы // Доклады АН СССР. — 1968. — Т. 180, № 6. — С. 1299—1302.
45. Новые интегральные преобразования // Доклады АН СССР. — 1969. — Т.189, № 5. — С. 945—948. (Совместно с И. С. Зейналовым)
46. Механико-математический факультет // Ученые записки АГУ. — 1969. — № 1. — С. 3-33.
47. Оценки решения граничной задачи с комплексным параметром для эллиптической системы второго порядка // Доклады АН СССР. — 1970. — Т. 192, № 5. — С. 995—998.
48. Фундаментальная матрица эллиптической системы второго порядка с комплексным параметром. Доклады АН СССР, т.192, № 6, 1970, 4 с.
49. Применение метода контурного интеграла к решению многомерных смешанных задач для параболической системы второго порядка. Доклады АН СССР, т.193, № 2, 1970, с.291-294.
50. Оценка фундаментальной матрицы эллиптической системы с комплексным параметром. Известия АН Азерб. ССР, № 1-2, 1970, с.40-50.
51. Задача Коши для уравнения колебаний пластины. Дифференциальные уравнения, т.6, № 4, 1970, с.689-691.
52. Решение задачи Коши для системы теории упругости в произвольной области. Дифференциальные уравнения, т.6, № 9, 1970, с.1544-1551.
53. Применение метода контурного интеграла к решению задачи Коши для параболической системы второго порядка. Дифференциальные уравнения, т.6, № 12, 1970, с.2285-2287.
54. Применение метода контурного интеграла к решению задачи Коши для нетипового уравнения, Ученые записки АГУ, № 3, 1970, 11 с.
55. Решение задачи Коши для системы теории упругости в произвольной области. Дифференциальные уравнения, т.6, № 9, 1970, 11 с.
56. Разложение вектор-функций по решению системы урав¬нений теории упругости в произвольной области. Доклады АН Азерб. ССР, т.27, № 3, 1971, с.15-18.
57. Разложение функций по решению уравнения пластинки с параметром. Доклады АН Азерб. ССР, т.27, № 8, 1971, с.8-10.
58. The application of the contour integral method to the solution of the problems for a parabolic system and new integral transformation. Congress International des Mathematiciens (Les 265 Communication Individualles, Nice, 1970, 2 п.
59. Решение одномерных задач для параболической системы второго порядка в неограниченных областях. Дифференциальные уравнения, т.7, № 7, 1970, Совместно с Ю. А. Мамедовым, с. 1264—1275.
60. Метод контурного интеграла и его применения. Аннотация докладов симпозиума по механике сплошной среды и по родственным проблемам, 23-29, Тбилиси, 1971, 1 с.
61. Метод контурного интеграла и его применения к решению задач уравнений математической физики. Сборник докладов симпозиума по механике сплошной среды и по родственным проблемам, Тбилиси, 1972, 16 с.
62. Решение задач для системы уравнений движения вязко-пластических сред методом контурного интеграла. Тезисы XIII международного конгресса по теоретической и прикладной механике, Москва, 1972, 1 с.
63. Эффективное решение задачи Коши для системы уравнений вязко-пластичных сред. Дифференциальные уравнения, т.8, № 6, 1972, с.1025-1035.
64. Решение одномерных линейных смешанных задач для системы с постоянными по времени коэффициентами. Дифференциальные уравнения, т.8, № 12, 1972, с. 2226—2234.
65. Фундаментальная матрица главной части системы уравнений вязко-пластичных сред. Доклады АН СССР, т.208, № 5, 1973, 4 с.
66. Проблемы математической физики и теории дифференциальных уравнений. Доклад на юбилейной конференции АГУ, 11 с.
67. Решение некоторых задач теории колебания оболочек. Дифференциальные уравнения, т.10, № 12, 1974, с. 2241—2261.
68. Метод контурного интеграла и его применения к решению задач математической физики. Труды симпозиума по механике сплошной среды и родственным проблемам анализа, Тбилиси, 23-29.09.1971, Мециниреба, 1974, с. 230—245.
69. Применение метода контурного интеграла к решению смешанных задач для параболических систем второго порядка. Москва, Наука, 1975, 255 с.
70. Построение потенциала с квазирегулярным ядром в замкнутом виде. Дифференциальные уравнения, т.12, № 7, 1976, с. 1281—1289.
71. Решение смешанной задачи для параболического уравнения второго порядка при граничных условиях смешанного типа. Дифференциальные уравнения, т.13, № 3, 1977, Совместно с Я. М. Сулеймановым, с.498-508.
72. Решение смешанной задачи для уравнения параболического типа с разрывными коэффициентами. Дифференциальные уравнения, т.13, № 4, 1977, 681—692.
73. Решение смешанной задачи для параболического уравнения второго порядка, содержащей в граничном условии производную по времени. Дифференциальные уравнения, т.13, № 5, 1977, 919—930.
74. Аналитические представления решений некоторых смешанных задач для параболических уравнений, встречающихся в приложении. Издательство Туркменского государственного университета, Ашхабад, 1978, 1 с.
75. Применения вычетного метода к решению задач дифференциальных уравнений. Баку, Элм, 1979, 328 с.
76. Об одном применении вычетного метода. Дифференциальные уравнения, т.18, № 5, 1982, с. 877—886.
77. Формула разложения в случае спектральной задачи, содержащей в граничных условиях производные более высоких порядков, чем в уравнении. Дифференциальные уравнения, т.18, № 12, 1982. с. 2149—2166.
78. Асимптотическое представление фундаментальной матрицы решений одной системы обыкновенных дифференциальных уравнений с двумя параметрами. Дифференциальные уравнения, т.19, № 2, 1983, с.229-254.
79. О развитии дифференциальных уравнений с частными производными в Азербайджане. Издательство АГУ, Тезисы докладов юбилейной конференции, посвящённой 60-летию образования СССР. 32 с.
80. Вычетный метод решения многомерной задачи теории нестационарной фильтрации нефти в многопластовой среде. Известия АН Азерб. ССР, № 5, 1985, 6 с.
81. Разложение функций в ряд полного интегрального вычета и решение смешанных задач. Доклады АН СССР, т.286, № 1, 1986, с.42-46.
82. О вычетном методе решения смешанных задач для одного класса гиперболических систем. Доклады АН СССР, т.30, № 6, 1988, Совместно с Ю. А. Мамедовым.
83. Обоснование вычетного метода решения смешанной задачи для системы уравнений колебания цилиндрической оболочки. Сдано в печать в ДАН СССР.
84. Условия регулярности спектральных задач для обыкно¬вен¬ных линейных дифференциальных уравнений с разрывными коэффициентами. Сдано в печать в ДАН СССР.
85. Условия регулярности спектральных задач для уравнений с разрывными коэффициентами и решение соответствующих смешанных задач. Сдано в печать в ДАН СССР.

## Награды
- медаль «За оборону Кавказа» (1.5.1944)[5] — за проявленное в бою мужество
- медаль «За победу над Германией» (9.5.1945)
- медаль «За доблестный труд. В ознаменование 100-летия со дня рождения Владимира Ильича Ленина» (7.4.1970)
- почётный знак «Победитель социалистического соревнования» (1974, 1980)
- медаль «Ветеран труда» (29.6.1979) — за долголетний добросовестный труд
- Орден Трудового Красного Знамени (3.10.1980) — за особые заслуги в области социалистического строительства и обороны Союза ССР
- Орден Отечественной войны II степени (11.3.1985)[6] — за храбрость, стойкость и мужество, проявленные в борьбе с немецко-фашистскими захватчиками и в ознаменование 40-летия Победы Советского народа в Великой Отечественной войне 1941—1945 годов
- Заслуженный деятель науки Азербайджанской ССР (21.3.1989)[3]
- медаль «Знак Почёта» Азербайджанской Республики
- Почётные грамоты Верховного Совета Азербайджана, Министерства высшего и среднего образования.